# 昂斯代诺
昂斯代诺（法語：Anse-d'Hainault，發音：[ɑ̃s dɛno]）是海地格朗当斯省昂斯代诺区的市镇，也是该区的首府，总面积94.03平方千米，2015年人口36401。